# Lasse (Pireneje Atlantyckie)
Lasse – miejscowość i gmina we Francji, w regionie Nowa Akwitania, w departamencie Pireneje Atlantyckie.
Według danych na rok 1990 gminę zamieszkiwało 286 osób, a gęstość zaludnienia wynosiła 19 osób/km² (wśród 2290 gmin Akwitanii Lasse plasuje się na 894. miejscu pod względem liczby ludności, natomiast pod względem powierzchni na miejscu 757.).